# 몽골의 코로나19 범유행
다음은 몽골에서의 코로나19 범유행에 관한 설명이다.

## 경과
2020년 3월 10일, 모스크바에서 비행기로 울란바토르에 온 프랑스인이 몽골의 첫 사례로 발표했다.